# Vernate (Italie)
Pour les articles homonymes, voir Vernate.
Vernate est une commune italienne de la ville métropolitaine de Milan, dans la région de la Lombardie.

## Administration
| Période                                  | Période  | Identité       | Étiquette | Qualité |
| ---------------------------------------- | -------- | -------------- | --------- | ------- |
| 28 mai 2002                              | En cours | Antonio Moroni |           |         |
| Les données manquantes sont à compléter. |          |                |           |         |

### Frazione
Pasturago.

### Communes limitrophes
Noviglio, Rosate, Binasco, Calvignasco, Casarile, Casorate Primo, Rognano, Trovo.